# Næstved
Næstved è un centro abitato danese situato nella regione della Selandia nel comune omonimo di cui è capoluogo.
La cittadina è situata circa 70 km a sudovest di Copenaghen e si affaccia sulla costa meridionale dell'isola di Selandia in corrispondenza dell'estuario del fiume Suså nella baia di Karrebæk (Karrebæk Fjord), una delle baie dello Smålandsfarvandet.